# Paris et le désert français
Paris et le désert français est un ouvrage de géographie publié par Jean-François Gravier en 1947. Un classique de la géographie sociale en France, cet ouvrage témoigne d'une conscientisation de l'inégale répartition des ressources entre l'Île-de-France et le reste du pays au lendemain de la Seconde Guerre mondiale.

## Présentation générale

### Contenu
Jean-François Gravier fut le premier à construire une explication à la fois globale et détaillée de ce que les géographes appellent la macrocéphalie parisienne (gonflement disproportionné de la ville capitale) et à lui apporter des propositions concrètes en prenant tout en compte : territoire, équipement, population, formation, activité professionnelle, mode de vie, transport (omniprésent dans l'ouvrage), logement (et son corollaire migratoire, éventuellement nécessaire), fiscalité...

### Contexte de rédaction
J-F Gravier écrit son livre pendant la Deuxième Guerre mondiale, alors qu'il est employé par la Fondation Alexis Carrel, destinée à l'« amélioration de la race française ». Entre les deux guerres, il avait milité dans les rangs de l'Action française. En 1940, il avait été nommé éditeur à Vichy du principal journal pétainiste : Idées. Un vaste mouvement ruraliste s'était développé depuis le début du siècle et culminait dans les années 1930-1940 avec les œuvres de Giono, Leroy-Ladurie, Pesquidoux, Pourrat, etc. 
La Grande Dépression de 1929-1931 faisait croire à la fin de l'économie de marché et au triomphe du planisme que défend l'auteur, grand admirateur des plans soviétiques et de l'économie dirigée dans l'Allemagne hitlérienne. Enfin, la Révolution Nationale du maréchal Pétain (1940-44) était fondée sur la patrie, la tradition et la ruralité et prévoyait de faire de la France un pays principalement agricole. Ainsi, J-F Gravier rassemble ces tendances dans son ouvrage, dont le grand succès montre combien elles étaient répandues dans l'opinion.

## Résumé

### Constat de l'inégalité
La première moitié de l'ouvrage est consacrée à l'explication de cette macrocéphalie parisienne, à commencer par la définition du moteur de l'exode rural. Il pose en premier les rois et notamment Louis XIV et sa volonté d'attirer au prestigieux château de Versailles les élites amadouées de province, puis la Révolution française, méfiante envers la province au point de vouloir au départ la scinder en carrés parfaits, puis Napoléon, son héritier en ligne directe, et finalement tous les régimes qui suivent parce qu'à un moment donné on ne conçoit plus une France au sommet de l'art du monde sans une capitale brillante à l'image du Versailles célèbre et du Paris qui fit trembler le monde.
Partant de ce constat, l'auteur relate que ce fut une course à la montée vers la capitale pour tous ceux qui voulaient dépasser leur cadre local, bref, réussir. Les équipements industriels suivirent donc le mouvement et, révolution industrielle aidant, quand le coke remplaça le charbon de bois, Paris prit plus que sa part du gâteau en précipitant l'exode rural, y compris pour les industries d'armement, avec tous les risques que cela supposait. Et l'auteur explique le mécanisme ayant accéléré cette concentration : la centralisation politique a incité les principaux acteurs de l'économie à vouloir s'en rapprocher, sachant que tout se décidait à Paris.
Il souligne la position de la bourgeoisie parvenue au pouvoir d'un coup, à l'occasion de la Révolution française, et non pas au gré de la révolution industrielle comme dans d'autres pays. L'imitation d'un comportement "malthusien" de la bourgeoisie par les autres classes sociales explique en grande partie (comme le montreront beaucoup de démographes), la baisse prématurée de la fécondité en France au XIXe siècle. Il insiste aussi sur le comportement coupable des pouvoirs politiques qui ont fait baisser les tarifs de chemin de fer autour de Paris, par clientélisme et peur de la révolution sociale, occasionnant le renchérissement d'autant du transport par rail en province, le tout ayant comme conséquence d'empêtrer le maintien ou le développement des activités locales.
À la suite de ce constat de malthusianisme précoce, l'auteur se lamente également de l'assez faible densité de population de la France (qui est la conséquence de plusieurs facteurs et notamment de la grande superficie de son territoire), ce qui renchérit le coût kilométrique de tous les transports.
Il constate par ailleurs, en prenant à rebours les adeptes du laisser faire, que la liberté du marché du travail n'aboutit pas à une situation optimale à Paris et dans sa région. Un taux de chômage non négligeable persiste (inférieur, cependant, à la moyenne française). Il constate que des populations vivant dans de trop grandes villes perdent toute indépendance alimentaire et n'ont plus que leur seule force de travail comme richesse. Les spécialistes de la révolution industrielle ont tous confirmé ce fait, à savoir que le lopin de terre d'un paysan, employé dans une fabrique locale, lui assure un minimum vital en cas de chômage (ce fut le cas de la majorité des ouvriers français jusqu'aux premières années de la Troisième République).
À celle de Paris, il ajoute trois autres zones dynamiques : Lyon, Marseille et la Côte d'Azur, accusant cette dernière de constituer le reposoir des malthusiens fatigués mais riches du nord de la France, une région quasi "parasite" à le lire. Il a en effet une dent extrêmement dure contre le gonflement plus que proportionné de la population de la Côte d'Azur, dont il juge les nouveaux éléments comme parasites et improductifs.
Qui plus est, des mots et expressions utilisés sont froids et abrupts :
L'auteur emploie ainsi le mot dévorés en parlant des ressources et les talents de la province française attirés vers la capitale : « Dans tous les domaines, l'agglomération parisienne s'est comportée depuis 1850, non pas comme une métropole vivifiant son arrière-pays, mais comme un groupe monopoleur dévorant la substance nationale »; « Les tentacules de Paris s'étendent ainsi sur tout le territoire ». La capitale est aussi décrite comme mortifère, sa natalité inférieure à la moyenne nationale et sa mortalité plus élevée en feraient un endroit destructeur d'hommes : « Un monstre urbain comme Paris fait perdre à la France chaque année 3 fois plus de richesse humaine que l'alcoolisme ». D'après l'auteur, cela favoriserait l'arrivée massive d'immigrés qu'il compare à l'invasion de l'Empire romain par les Barbares : « Tandis que ces Polonais, ces Italiens, ces Espagnols viennent remplacer les enfants que les Français n'ont pas voulu avoir, certains penseront inévitablement à la comparaison classique avec le Bas-Empire lentement envahi par les Barbares ». En parlant de Lyon, Marseille et la Côte d'Azur : « Leur croissance foudroyante coïncide avec le gonflement des professions dites de luxe et des activités spéculatives les moins défendables » ; « La plupart de ces professions commerciales ne jouent de rôle ni dans l'exportation, ni dans le tourisme et ne créent par conséquent aucune espèce de richesse ».
Cette "stérilité" de la grande ville établie ici par J-F Gravier fait penser aux travaux postérieurs de certains urbanistes, qui ont effectivement constaté qu'au-dessus d'un certain nombre de millions d'habitants (entre trois et quatre millions mais le débat reste ouvert, les urbanistes ont longtemps tenté de définir une « taille optimale » des villes), les villes pouvaient connaître une contre-productivité. L'auteur étaye son propos et note l'effet dissuasif de la grande ville sur le désir d'avoir des enfants : « A Paris, où trop de taudis perdurent, où, quand il en sort, l'enfant ne rencontre que macadam et vapeur d'essence et en plus est cerné par une masse bâtie épaisse de dix kilomètres ». J-F Gravier se montre enfin sceptique sur les conditions de vie en banlieue où « Un achat, une réparation urgente exigent une longue expédition » et déplore la fatigue que suscitent chez le banlieusard les déplacements et qui nuisent à la sérénité de sa vie familiale : « Cette usure et ce mauvais emploi du capital humain doivent aussi figurer dans les frais généraux de Paris ». Sa réflexion est appuyée par des chiffres et il en vient à la conclusion que la natalité demeure mieux préservée là où les familles ont de la place, c'est-à-dire à la campagne.

### Remèdes des inégalités

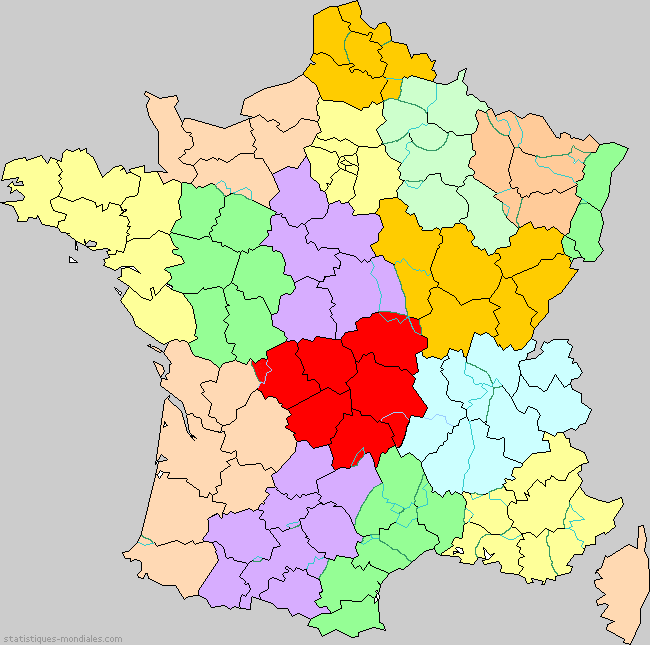
Première proposition de découpage régional Gravier - 1947

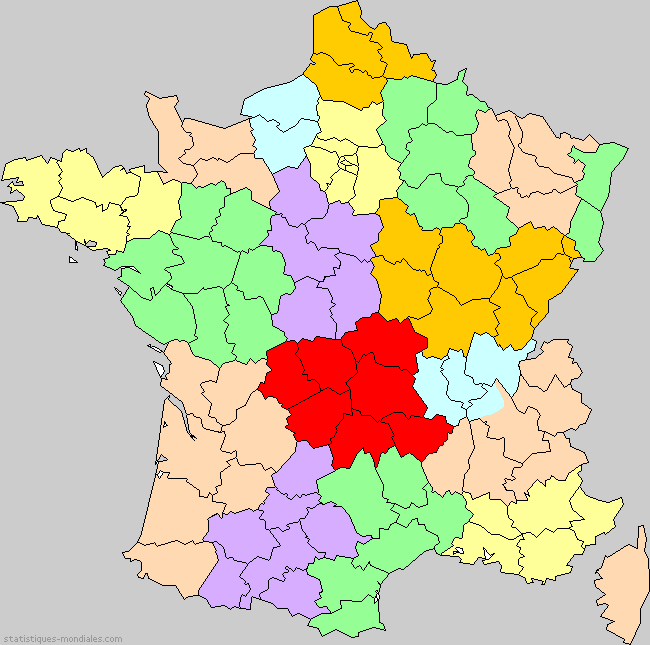
Seconde proposition de découpage régional Gravier - 1958

Pour lutter contre la prépondérance de Paris, J-F Gravier pose comme préalable de liquider toute tentation de régulation par le marché. Il préconise en outre des mesures coercitives envers les derniers arrivés dans les métiers du commerce, pour les forcer à court ou moyen terme à se recaser dans leur domaine d'origine. En attendant les fruits de la surnatalité d'après-guerre, il propose de recourir à l'immigration. Cette immigration ne reposerait pas sur les peuples du Moyen-Orient : « Généralement inassimilables et voués au parasitisme », mais sur des Flamands belges ou néerlandais ainsi que sur des Danois, jugés remarquables agriculteurs, des Finlandais, jugés excellents bûcherons, des Suisses, jugés incomparables en mécanique de précision, des Indochinois et Chinois comme main-d'œuvre temporaire. Il ajoute à ceux-ci : « Les personnes déplacées qui errent à travers l'Allemagne » (Yougoslaves, Polonais, Baltes, etc.), des « Kabyles, excellents agriculteurs, mais qui demandent à être groupés », des Portugais, des Italiens pour l'industrie du bâtiment jugés comme : « Une main-d’œuvre bonne quand elle vient du nord de la péninsule », des Irlandais et des Allemands, à condition de les maintenir isolés ! J-F Gravier est autoritaire dans ses méthodes, ce qui le rapproche de celle de la planification de type soviétique, qu'il vante dans les derniers paragraphes de l'avant-dernier chapitre : « 600.000 (travailleurs étrangers) devraient être attribués à l'agriculture... Il en resterait 600 000 destinés à l'industrie. De même qu'on doit leur barrer l'accès au commerce et aux professions improductives, il convient de leur interdire les zones congestionnées : Paris, Lyon, Marseille. Aucun contrat de travail ne serait délivré à destination de ces agglomérations ». Sa proposition d'aménagement du territoire à mener par l'État pour re-développer les campagnes et décentraliser la France est tout aussi ferme et volontariste : « Sur 1 100 000 logements urbains construits entre les deux guerres, un million l'ont été dans les villes de plus de 10 000 habitants, dont 450 000 dans la Seine. Nous n'avons qu'à prendre exactement le contre-pied de cette politique pour obtenir un programme satisfaisant : aucune construction nouvelle à Paris, Lyon, Marseille ou dans leur banlieue pendant 10 ans, rénovation de l'habitat rural et spécialement agricole ». Il propose de déporter hors des métropoles une large partie de leur population en confisquant leurs logements : « Des méthodes aussi rigoureuses peuvent être employées sans inconvénient à l'égard des improductifs qui seront reclassés dans les petites villes de province ».
Il consacre plusieurs pages à montrer ce que pourrait être une décentralisation exemplaire, à savoir celle des usines Renault de Billancourt. Il voudrait ainsi une implantation nouvelle des usines éclatée dans l'est de la France en considérant d'abord et avant tout le coût des transports. Ce qui utilise beaucoup de matières premières serait installé le plus près des bassins houillers et ferrifères du Nord et de l'Est, tandis que les usines de produits semi-ouvrés seraient installées à la limite de la Lorraine et de la Champagne, alors que les usines d'assemblages seraient pour finir installées dans le secteur de Châlons-sur-Marne. Il prend longuement en considération le logement, grâce auquel il veut contrecarrer à la fois l'encasernement paternaliste des patrons et les cités ouvrières pourvoyeuses de troupes pour les chefs syndicalistes. Pour ce faire, il souhaite répartir le personnel de l'entreprise dans une population locale donnée, ce qui éviterait la constitution de classes sociales homogènes. Il va jusqu'à imaginer comment devrait s'organiser le transport de ces employés et ouvriers ; par un service public d'autocars plutôt que d'entreprise, afin d'élargir le flux des personnes et revitaliser tous les échanges dans la région. Et finalement, il escompte, à l'image de cet exemple, une dissémination de ces nouvelles implantations d'activités suivant les axes de transport, le long desquels il remarque l'absence d'usines sur des centaines de kilomètres, précisément entre les bassins de production et Paris.
Il ressort de ces pages que J-F Gravier a une ligne directrice : implanter l'industrie et les activités décentralisées le long des axes de transport préexistants et sous-employés sur la majeure partie de leur parcours, au lieu de doubler certaines voies existantes (par exemple dans la basse-Seine), toujours par peur du surcoût pour le budget national.
Le dernier chapitre constitue une suite de propositions concrètes mais souvent lapidaires pour chaque région, qu'il a préalablement réorganisées selon des critères de centralité, sans respecter exactement le découpage fabriqué par le gouvernement de Vichy. Son découpage territorial fut repris à une région près par les aménageurs territoriaux des années soixante.
En 1949, il complète ses réflexions dans La mise en valeur de la France, où il présente son idée de créer 16 régions avec des superpréfets à leur tête, ainsi que la création d'un « Grand Paris » et l'évolution des institutions vers plus de fédéralisme.

## Postérité
Les thèses de Jean-François Gravier, et notamment la métaphore du « désert français », ont été largement reprises dans le débat public après 1947. Paris et le désert français est l'ouvrage le plus important de Jean-François Gravier mais son influence n'a pas été immédiate lors de sa publication.
L'idée d'un déséquilibre entre Paris et la province a ainsi été au centre des politiques d'aménagement du territoire menées au cours des années 1950 et 1970, avec la création des métropoles d'équilibres. La politique des villes nouvelles françaises semble en revanche contraire à sa proposition qui consistait non pas à construire des villes à partir de rien mais d'abord à occuper des logements laissés libres, du fait de l'exode rural, des petites villes et quand cela était nécessaire seulement, à réaliser des quartiers nouveaux en bordure des centres anciens.

## L'ouvrage aujourd'hui

### La critique
Ce livre qui a été la bible de l'aménagement pendant un demi-siècle et qui a été cité favorablement dans la plupart des manuels géographiques français, n'a pas été publiquement discuté pendant cinquante ans. La première critique de l'ouvrage, très sévère, est due à une sociologue, Isabelle Provost, qui lui consacre sa thèse de doctorat en 1999. Un historien-géographe, B. Marchand, publie, en 2001, un article critique dans une revue de géographie. En 2007, le thème plus général de l'Urbaphobie, l'hostilité envers la grande ville, inspire une rencontre universitaire à l'Université de Créteil, puis un colloque international de dix jours à Cerisy-la-Salle dont les conférences et les discussions ont été publiées sur Internet (La Ville mal aimée) et qui a donné lieu à une publication ultérieure. Deux ouvrages, en 2009 et 2010, étudient la question, l'un en Suisse, l'autre en France.

### Bilan critique
Outre l'aspect idéologique et politique qui est à la base des thèses de l'auteur, trois points retiennent l'intérêt :
- La décentralisation : Thème récurrent, l'ouvrage la souhaite à chaque page mais il confie cette tâche à un gouvernement planificateur, fort et centralisé, ce qui peut paraître contradictoire. L'aménagement du territoire a ainsi été conduit en France par de hauts fonctionnaires de l'État installés à Paris[30]. B. Marchand remarque que l'auteur semble reproduire la contradiction de l'État pétainiste, fort, centralisé et quasi monarchique mais qui prônait une autonomie accrue des régions. Il note l'ambiguïté du terme Paris qui désigne tantôt la grande ville, tantôt l'État. Or, la capitale et l'État ont des intérêts opposés et sont en lutte, parfois sanglante, depuis plusieurs siècles[31].

- La démographie : Gravier tonne contre l'exode rural, une conséquence directe de la Révolution industrielle, accusé de détruire la France[32]. Il reprend la critique de Jean-Jacques Rousseau qui accusait Paris d'avoir une très faible natalité, une forte mortalité et de ne survivre qu'en attirant les provinciaux. Cette affirmation était peu fondée au XVIIIe siècle, pertinente au XIXe (due notamment aux conflits politiques, ex : la Commune de Paris, aux carences en matière d'hygiène) mais est devenue fausse au XXe avec les découvertes de Pasteur, la stabilisation du régime et la politique hygiéniste de la IIIe République[33]. La mortalité n'est pas liée à la taille d'une ville mais à la qualité de la gestion municipale et à sa structure sociale[34]. En 2006, l’Île-de-France[35] offre le taux de natalité le plus élevé du pays (15,9 pour mille). La ville de Paris a une natalité presque double (19,4) de celle de la France (10,5). La population parisienne a connu entre 2006 et 2012 la plus grande croissance naturelle (naissances - décès) avec un taux de 0,9. Sa croissance réelle a été un peu plus faible (0,5) à cause des migrations de Paris vers la province, mais égale à la moyenne française (0,5). En gros, depuis trente ans, la population du Nord-Est, qui se désindustrialise, glisse vers le sud-ouest et le sud, vers le soleil et la mer. Les États-Unis ont connu le même phénomène bien avant et avec bien plus de force, de l'industrial belt devenue la rust belt, vers la sun belt. L'aménagement du territoire, à peu près inexistant aux États-Unis, ne semble pas avoir joué un rôle.

- L'économie : Reprenant deux siècles plus tard les arguments des économistes physiocrates qui voyaient dans les habitants des villes une « classe stérile », Gravier affirme que Paris consomme plus qu'il ne produit. Des économistes[36] ont montré que dans la plupart des pays industrialisés, comme en France, le gros des biens et des services est produit dans un petit nombre de grandes agglomérations, le reste du territoire vivant largement de subventions[37]. En 2006, l’Île-de-France, avec 18 % de la population, produit 30 % de la richesse française. Les quatre régions contenant les principales agglomérations fournissent 52,6 % de la valeur ajoutée française[38] (Île-de-France : 30,35 % ; Rhône-Alpes : 9,87 % ; PACA : 7,17 %, Nord-Pas-de-Calais : 5,19 %), plus que les 18 autres régions ensemble. Si l'on ajoute la production d'autres métropoles : Rennes, Nantes, Bordeaux, Toulouse et Montpellier, on obtient plus de 80 % de la production nationale. Marie-Paule Rousseau a montré[39] que la productivité de l’Île-de-France dépassait de 25 % la productivité moyenne française. L'agriculture tout entière ne produit que 2,28 % de la valeur ajoutée totale. Contrairement aux affirmations de Gravier, l’Île-de-France, depuis plus d'un siècle, n'absorbe pas les richesses françaises mais subventionne les provinces. Sur 22 régions métropolitaines, en 1995, 19 recevaient de l'État plus qu'elles ne lui versaient et étaient donc subventionnées[40]. En 1995, l’Île-de-France assurait 97 % de ces subventions et envoyait en province près de 18 milliards d'euros (soit en moyenne 10 900 francs, soit 1 600 euros par an et par habitant). Ces versements ne varient guère d'une année à l'autre. Il me semble que ces 4 dernières phrases mélangent et participent à la confusion entre Paris, l’Île-de-France et l'État français (chose fort justement reprochée plus haut à JF G).

### Opposition local/global
L'opposition n'est plus seulement, comme le croyait Gravier, entre Paris et le « désert français » mais entre la périphérie des grandes agglomérations (par ex : 8 millions de personnes en Île-de-France) et la province des petites villes et des campagnes, si l'on suit les travaux de Laurent Davezies. C'est aussi une opposition de générations : d'une part les jeunes ménages chassés en périphérie urbaine à cause des loyers élevés en ville, qui travaillent (bien qu'exposés à une concurrence de plus en plus forte), font des enfants, payent des impôts ; d'autre part, les campagnes en déshérence, qui vivent d'agriculture subventionnée et de services à la personne. Davezies oppose ainsi par ce schéma atypique (qui connaît toutefois des nuances), une France qui produit, principalement dans les grandes agglomérations et une France qui consomme. Enfin, Gravier a exprimé l'opposition fondamentale entre Local et Global en ne considérant que la Patrie, l'État-Nation. Ce cadre national est en train de craquer avec d'une part, le développement d'une Union européenne supra-nationale, et de Paris comme ville mondiale. D'autre part, le progrès de mouvements régionalistes réclamant davantage d'autonomie, et cela partout en Europe : Corse, Pays basque, Écosse, Catalogne, etc.

## Prix et récompenses
L'essai recevra le Grand Prix d'histoire de l'Académie française et Grand Prix Gobert 1959.